# Anand, Gujarat
Anand là một thành phố và khu đô thị của quận Anand thuộc bang Gujarat, Ấn Độ.

## Địa lý
Anand có vị trí 22°34′B 72°56′Đ / 22,57°B 72,93°Đ Nó có độ cao trung bình là 39 mét (127 feet).

## Nhân khẩu
Theo điều tra dân số năm 2001 của Ấn Độ, Anand có dân số 130.462 người. Phái nam chiếm 52% tổng số dân và phái nữ chiếm 48%. Anand có tỷ lệ 79% biết đọc biết viết, cao hơn tỷ lệ trung bình toàn quốc là 59,5%: tỷ lệ cho phái nam là 82%, và tỷ lệ cho phái nữ là 75%. Tại Anand, 11% dân số nhỏ hơn 6 tuổi.